# Zebulon Baird Vance
Zebulon Baird Vance (Asheville, 1830. május 13. – Észak-Karolina, 1894. április 14.) az Amerikai Egyesült Államok szenátora (Észak-Karolina, 1879–1894).